# Броновицкие
Броновицкие — старинный польско-белорусский шляхетский род герба Кораб, Корчак.

## Описание герба
В красном поле корабль золотого цвета, изображенный вразрез и имеющий на корме и на носу по львиной голове. На середине корабля возвышается мачта наподобие башни. Та же фигура в нашлемнике.
Девиз герба Кораб: «Deo Gloria» («Слава Богу»).

## История рода
Ранее проживали в Великом княжестве Московском. 
Первым представителем рода на Случчине являлся Ходор Браневич (Брянович), который во второй половине XVI в. переехал из Карачево-Козельского княжества и поступил на службу к князьям Олельковичам-Слуцким. Его сыном был Василий, оставивший сына Сидора, который в свою очередь имел сыновей – Кирилла и Федора (упомянуты в списке шляхты Слуцкого княжества, составленном в 1566 г.). Из них Федор 7 октября 1562 г. вел в Новогрудском замковом суде процесс против слуцкого мещанина Пархома Тышевича, из которого и получены сведения об его отце и деде. Эти четыре поколения рода пользовались фамилией в форме Браневич (Брянович), которая в XVII в. преобразовалась в фамилию Брановицкий, с начала XIX в. чаще стала использоваться форма Броновицкий(Броневицкий).
Ян, владел фольварком Остров (между реками Случь и Весея) Слуцкого княжества, который в 1617 г. передал в закладное держание Василию Тышевичу (20 октября 1621 г. начал против него в Слуцком замковом суде процесс по делу об опустошении фольварка).
Андрей, хорунжий хоругви (полка) Слуцкого княжества (сведения из аттестата от 22 июля 1657 г.), 20 марта 1658 г. за военную службу в составе хоругви (полка) Слуцкого княжества получил от короля польского, великого князя литовского Яна II Казимира похвальный лист.
Федор, хорунжий земянской хоругви, составленной из земян (шляхты) деревни Кондратовичи Копыльского княжества. 20 марта 1667 г. приобрел у Андрея и Терезы Хведкевичей 3,5 волоки земли в околице (застенке) Замошье Слуцкого княжества, 4 июля 1668 г. получил декрет Новогрудского гродского суда, подтвердивший его шляхетское (дворянское) происхождение. Земяне – представители шляхетского сословия, несшие военную службу в военных формированиях крупных землевладельцев. Брановицкие являлись земянами Слуцкого и Копыльского княжеств князей Радзивиллов.
Анна, в замужестве Михаловская, 8 мая 1694 г. передала племянникам имение Будилишки (Будишки) Минского воеводства.
Ярош-Юрий, жил в деревне Танежицы Слуцкого княжества (1733), нес службу в войсках князей Радзивиллов. По состоянию на 28 июля 1698 г. вместе с братом Павлом владел имением Браново (иначе Сачивка, Сочивки) Новогрудского воеводства, 8 мая 1704 г. вместе с братом введен во владение полученным от тетки Анны имением Будилишки (иначе Будишки) Минского воеводства.
Михаил, 15 октября 1748 г., данная Михалом Броновицким Мошинским на имение Остров (иначе Сочивки) Новогрудского воеводства, 26 января 1751 г. за денежную компенсацию отказался в пользу двоюродных братьев Андрея и Юзефа (сыновей Павла) от своей части имения Будилишки, оставил завещание от 9 марта 1769 г., которым передал сыновьям права на закладное имение Шишки Ошмянского повета.
Базылий (Василий), родился около 1736 г.
Александр, родился около 1746 г., в октябре 1762 г. получил от родителей жены Самуэля и Агаты Перегудов половину волоки земли, жил в застенке Ковержицы Слуцкого уезда, по состоянию на 1783 г. нес службу в войсках князей Радзивиллов, умер 11 мая 1810 г. в застенке Ковержицы Слуцкого уезда, жена Зофья (Софья) Самуэлевна Перегуд (родилась около 1746 г.). Оставил завещание, которым передал имение Ковержицы старшему сыну Яну, а младшим сыновьям (Андрею и Михалу) завещал денежные суммы. 
Ян, родился около 1772–1775 г.
Андрей, родился около 1774–1778 г., арендатор в застенке Ковержицы (1815–1816), жонка Евдокия (Ядвига, Людвика Луданна) Ивановна Керножицкая (родилась около 1781 г., происходила из застенка Великая Ольшанка Слуцкого уезда, брак 7 июня 1799 г. в Вызненской православной церкви, умерла 17 августа 1836 г. в застенке Ковержицы).

## Известные представители
- Браневич (Брянович), Ян - шляхтич, владелец фольварка Остров (между реками Случь и Весея) Слуцкого княжества.
- Браневич (Брянович), Андрей - хорунжий хоругви (полка) Слуцкого княжества.
- Браневич (Брянович), Федор - хорунжий земянской хоругви.
- Брановицкий, Андрей - поручик казачьей хоругви.
- Броневицкий, Пётр Семёнович (1891—1949) — генерал-майор береговой службы, военный педагог, начальник Высшего военно-морского училища имени М. В. Фрунзе.
- Броневицкий, Александр Александрович (1931—1988) — советский композитор, хоровой дирижёр, руководитель первого в СССР вокального ансамбля «Дружба», первый муж Эдиты Пьехи. Заслуженный артист РСФСР.
- Броневицкий, Анатолий Петрович (1928—1985) — военный моряк, капитан первого ранга, кандидат военно-морских наук, доцент, преподаватель.
- Броневицкий, Григорий Александрович (1926—2005) — военный моряк, капитан первого ранга, доктор психологических наук, писатель.
- Броневицкий, Григорий Григорьевич (род. 1953)  — военный моряк, капитан первого ранга, профессор, кандидат педагогических наук, писатель.
- Броневицкий, Михаил Семёнович (1888—1954) — военный моряк, полковник, преподаватель.
- Броневицкий, Леонид Михайлович (1928—1998) — военный моряк, капитан первого ранга, доцент, преподаватель.
- Броновицкий, Александр Юлианович (1914—1975) — патофизиолог, заслуженный деятель науки БССР, член-корреспондент АН БССР, доктор медицинских наук, профессор.
- Броневицкий, Александр Николаевич — военный моряк, капитан первого ранга.
- Броневицкий, Евгений Александрович (род. 1945) — советский и российский музыкант.
- Броневицкий, Павел Владимирович (род. 1981) — инженер-строитель, генеалог.
- Броневицкий, Ярослав Вадимович (род. 1996) —  госслужащий, депутат, педагог и общественный деятель.
- Броновицкая, Наталия Николаевна (1941—2020) —  советский и российский архитектуровед, историк архитектуры.
- Броновицкая, Анна Юлиановна (род. 1966) — российский архитектуровед, кандидат искусствоведения.
- Броневицкая, Илона Александровна (род. 1961) — советская и российская эстрадная певица, актриса, теле- и радиоведущая, Заслуженная артистка РФ.